# Gwendolyn von Ambesser
Gwendolyn von Ambesser, née le 4 juin 1949 à Munich, est une actrice, réalisatrice, metteure en scène et autrice allemande.

## Biographie
La fille de l'acteur, réalisateur et auteur Axel von Ambesser (de son vrai nom Axel von Oesterreich) et de l'actrice Inge von Oesterreich-Ambesser (née Flemming), Gwendolyn von Ambesser, a suivi une formation d'actrice auprès de Hanna Burgwitz et Ernst Fritz Fürbringer,. Elle a commencé sa carrière sur scène en 1967 à Aix-la-Chapelle. Elle a ensuite été engagée dans plusieurs théâtres, notamment à Hambourg, Munich, Karlsruhe, Bonn, Francfort-sur-le-Main, Bad Hersfeld et lors de diverses tournées théâtrales. Elle a également travaillé comme assistante de mise en scène dans des théâtres à Vienne, Zurich, Munich et Berlin.
Depuis la fin des années 1960, elle a joué dans des productions cinématographiques et télévisées, notamment dans des adaptations littéraires telles que Le Long Voyage vers la nuit d’Eugene O’Neill, le deuxième volet de la saga télévisée Heimat d’Edgar Reitz, ou encore dans Begegnung im Herbst, réalisé par son père. Elle est également apparue dans des émissions pour enfants comme Sesamstraße, des séries policières comme Polizeifunk ruft et des séries familiales telles que Die schnelle Gerdi (avec Senta Berger) ou Der Landarzt.
En parallèle, Gwendolyn von Ambesser travaille comme journaliste et scénariste. En 1983, elle a reçu le prix d’encouragement de la Filmförderungsanstalt bavaroise pour son projet Ein Versuch zu überleben. En 1984, elle a coécrit avec Percy Adlon le scénario du film Zuckerbaby (avec Marianne Sägebrecht), et un an plus tard, également avec Adlon, celui de Herschel oder die Musik der Sterne.
Son premier livre, Die Ratten betreten das sinkende Schiff, publié en 2005, relate la vie absurde et l’histoire d’émigration de l’acteur juif Leo Reuss (1891-1946). L’avant-propos a été rédigé par l’acteur et auteur Mario Adorf.
Son deuxième ouvrage, Schaubudenzauber – Geschichte und Geschichten eines legendären Kabaretts, consacré au cabaret d’après-guerre Die Schaubude, a été publié en 2006.
En avril 2011, elle a publié une biographie de son père intitulée Schauspieler fasst man nicht an!, reprenant les mots de son grand-père qui avait tenté de dissuader son fils de se lancer dans une carrière théâtrale.
Actuellement, Gwendolyn von Ambesser travaille principalement comme metteuse en scène. Elle est directrice artistique au Theater Chambinzky à Wurtzbourg.

## Filmographie

### Cinéma
- 1985 : Zuckerbaby de Percy Adlon (scénariste)

### Télévision
- 1969 : Les Cavaliers de la route

## Théâtre
- 1971 : Le Long Voyage vers la nuit